# 別所就治
別所 就治（べっしょ なりはる）は、戦国時代の武将。播磨国・国人別所氏当主。別所則治の孫。

## 略歴
別所氏は赤松氏の一族とされるが、則治の代になって赤松政則の重臣として突然登場するなど、その経歴は謎が多い。則治は東播磨の守護代に大抜擢され、それまで赤松家中で勢力を持っていた依藤氏と争った。就治は則治の子とも、則治の子の別所則定（早逝）の子ともいわれる。
当初は赤松氏の傘下として三木城を領していたが、主家の衰退に伴って勢力を拡大し、戦国大名として独立した。同じく赤松氏から独立した浦上村宗が細川高国と結び東播磨に迫ると、柳本賢治と結びこれに対抗し、浦上氏方の依藤氏と戦ったが、賢治が陣没（暗殺?）したため浦上氏に敗れ三木城を失ったが、大物崩れにより高国と村宗が滅びると復帰している。その後も尼子晴久の侵攻を退けたが、有馬重則と結んだ三好長慶に圧倒され、和睦を結んだ。晩年には依藤氏を圧倒しつつ東播磨の覇権を確保し、別所氏の最盛期を築き上げることになる。
弘治2年（1556年）に家督を長男・安治に譲った。永禄6年（1563年）没。享年62。